# Анід
Ані́д (найлон, найлон 66, ультраамід А) — синтетичне поліамідне волокно.

## Характеристики
Міцніше за шовк; еластичне, водостійке, легко фарбується, не гниє; t° плав. 260°.

## Виготовлення
Послідовність виробництва А. така: одержання солі з адипінової к-ти та гексаметилендіаміну (АГ-сіль); поліконденсація АГ-солі в смолу; продавлювання розтопленої смоли через дуже дрібні отвори; холодна витяжка волокон.

## Застосування
З А. виробляють тонкі тканини, штучне хутро, пластмаси тощо.